# فابريانو
فابريانو (Fabriano) مدينة إيطالية في مقاطعة أنكونا بإقليم ماركي شمال وسط البلاد ، تقع على ارتفاع 325 متر فوق مستوى سطح البحر ، في وادي إزيمو 44 كم (27 ميل) جنوب غرب ييزي و 36 كم (22 ميل) عن غوبيو (في أومبريا). يبلغ عدد قاطني فابريانو 31.745 ساكن : جعلها موقعها على الطريق الرئيسية والسكك الحديدية على خط أومبريا - البحر الأدرياتي مركزاً إقليمياً متوسط الحجم في جبال الأبينيني .

## السكان
في سنة 1861 بلغ عدد السكان 18٬443 نسمة، وتطور العدد ليصل في سنة 2011 لـ 31٬020 نسمة.
يظهر هذا المخطط البياني تطور النمو السكاني لـ فابريانو

## أعلام
- جنتيلي دا فابريانو
- أول زامباريني
- فينانتانو فينانتانا
- فيليبو سبيتوني